# Ergocarpon
Ergocarpon es un género monotípico de plantas de la familia de las apiáceas. Su única especie: Ergocarpon cryptanthum. Es originaria de Irán e Irak.

## Taxonomía
Ergocarpon cryptanthum fue descrita por Alexander von Bunge y publicado en Kew Bulletin 17: 438. 1964.
Sinonimia
- Echinophora cryptantha (Rech.f.) M.Hiroe
- Exoacantha cryptantha Rech.f.